# Селективна ласер трабекулопластика
Селективна ласер трабекулопластика (СЛТ) је метода која се заснива на  селективној апсорпција оптичког видљивог зрачења које може да доведе до оштећења, фототермолизе, само  пигментованих ћелија у ткиву које се састоји од више различитих типова ћелија.
СЛТ се све више користи у клиничкој пракси и као примарна процедура и као додатак медицинској и хируршкој терапији. Прелиминарни објављени докази сугеришу да је СЛТ ефикасан, поновљив и безбедан терапијски модалитет без усаглашености са само мањим, пролазним, самоограничавајућим или лако контролисаним нежељеним ефектима без последица. Такође, употреба СЛТ  има бољи утицај на квалитет живота од лекова или операције. Утврђено је да његова употреба штеди трошкове, чиме се смањује економски терет болести.

## Историја
Ласерска примена на трабекуларној мрежи (ТМ) или ласерска трабекулопластика (ЛТП) се користи од раних 1970-их. Први пут су је 1973. описали Вортен и Викам, 2 користећи аргон ласер за извођење трабекулопластике, и Краснов, користећи Q-switched рубин ласер за извођење гониопунктуре или ласерске пункције. Тек 1979. године  Wise и Witter, су описали модификовану технику за извођење аргон ласерске трабекулопластике (АЛТ), која је касније постала прихваћена као терапијска опција глаукома отвореног угла. Од тада се видело да се трабекулопластика може изводити и криптонским ласерима,  неодимијумским ласером са континуалним таласом, и диодним ласерима, са резултатима сличним онима код ласерске трабекулопластике (АЛТ).
СЛТ је добила одобрење за употребу од стране америчке Администрације за храну и лекове 2002. године.

## Примена
Ова врста ласерског третмана се користи код глаукома затвореног угла. Најбољи ефекти се постижу када се превентивно ради код особа које имају веома узак вентрикуларни угао. Овим третманом се праве мале (микроскопски видљиве) рупе у шареници, које олакшавају проток очне водице од задње до предње коморе ока, и на тај начин смањују очни притисак.

## Значај
Селективна ласерска трабекулопластика (СЛТ) се све више користи у клиничкој пракси и као примарна процедура и као додатак медицинској и хируршкој терапији. Прелиминарни објављени докази сугеришу да је СЛТ ефикасан, поновљив и безбедан терапијски модалитет без усаглашености са само мањим, пролазним, самоограничавајућим или лако контролисаним нежељеним ефектима без последица.  
Осим замене  или смањењења потребе за локалним лековима, СЛТ може смањити системске нуспојаве, као што су кардиореспираторна депресија  и локалне нуспојаве, као што су алергија,   хронична упала,   које могу смањити стопу успеха будуће филтрационе хирургије и козметичких промена.

## Опис методе
Селективна ласер трабекулопластика је могућа зато што пигментоване ћелије трабекулума имају већу моћ апсорпције ласерске енергије од ћелија које их окружују. Последица тога је да кратки пулс ласерске енергије загрева и термално оштећује само пигментоване ћелије трабекулума док околне ћелије немају довољно времена да приме количину енергије која би довела до њиховог оштећења.
За извођење СЛТ  користи се 532nm Q-switched Nd:YAG ласер који ослобађа кратак пулс енергије у трајању од само 3ns који ограничава могућност претварања енергије у топлоту. За разлику од аргона ласер са континуираним таласом, селективни ласер, не оштећује трабекуларну зону топлотним ефектом. Због фиксне величине од 400 μм тачака, 50 μм тачке које се користе за АЛТ изгледају веома мале. Дакле, растојање између тачака излагања ласера за селективну ласерску трабекулопластику (СЛТ) је много компактније, практично у виду спајања. Величина тачака са селективном ласерском трабекулопластијом је толико велика да један сноп покрива читав угао. Када се користите ласер, број импулса (50-60), величина углова удара (180-360 °) и снага (до 0,8 Ј) могу  варирати.
Трансмисиона електронска микроскопија је показала да СЛТ доводи до разарања меланинских гранула и руптура лизозомских мембрана у пигментованим ћелијама трабекулума, уз одсуство ултраструктурних оштећења околних, непигментованих ћелија.

## Индикације
Индикације за лечење селективном ласер трабекулопластиком су сличне као и индикације за употребу аргон ласер трабекулопластике  обухватају пацијенте са: 
- новооткривеним глаукомом отвореног угла,
- глаукомом отвореног угла код којих под пуном медикаментном терапијом није постигнут циљни очни притисак,
- глаукомом отвореног угла код којих се очекује лоша комплијанса или лоше подношење лекова,
- псеудоексфолијативним и пигментним глаукомом,
- скокови очног притиска после кератопластике,[16]  као важан метод у снижавању очног притиска код секундарних глаукома после перфоративне кератопластике,[17]
- са ангуларним глаукомом, са функционалном базалном иридотомијом код којих је довољан део коморног угла био видљив и доступан.[18]

## Контраиндикације
Контраиндикације за за лечење селективном ласер трабекулопластиком обухватају: 
- инфламаторне/увеитичне глаукоме,
- конгениталне глаукоме,
- глаукоме код којих није могућа визуелизација трабекулума.

## Прогноза
Стопе одговора у првој постоперативној години након примене СЛТ варирале су од 59% до 96%, према различитим дефиницијама. Пријављено просечно смањење очног притиска  након третмана креће се од 18 до 40%, током периода праћења од 6 до 12 месеци, при чему су неки аутори извештавали о резултатима за целу кохорту, а други само за оне који су одговорили. Стога се мора нагласити да СЛТ није лек и да сви пацијенти морају бити под редовним праћењем.